# Грицюк, Арсений Сергеевич
Арсений Сергеевич Грицюк (род. 15 марта 2001, Железногорск, Красноярский край) — российский хоккеист, нападающий. Серебряный призёр Олимпийских игр 2022 года.

## Карьера
Воспитанник красноярского «Сокола». В возрасте 12 лет его заметили селекционеры омского «Авангарда», после чего Грицюк переехал в спортинтернат клуба. Также в хоккей играли его отец и дедушка.
С 2018 года выступал в МХЛ в составе «Омских ястребов». Также выступал в командах ВХЛ «Ижсталь» и «Металлург» (Новокузнецк).
С 2020 года играл в КХЛ в составе омского «Авангарда», с которым стал обладателем Кубка Гагарина в сезоне 2020/21.
Вызывался в сборные России разных возрастов. В составе юниорской сборной России на чемпионате мира 2019 года стал серебряным призёром. Также выступал в составе молодёжной сборной России на чемпионате мира 2021 года, где наша команда стала лишь четвёртой.
В национальную сборную был привлечён на Олимпиаду 2022 года в Пекине, где стал серебряным призёром. На олимпийском турнире буллит Грицюка в полуфинальной игре с командой Швеции стал победным для сборной России.
В сезоне 2021/22 занял первое место в рейтинге из десяти лучших игроков регулярного чемпионата среди хоккеистов до 23 лет по версии официального сайта КХЛ.
В 2022 году признан лучшим молодым игроком КХЛ в сезоне 2021/22 и получил приз имени Алексея Черепанова — победитель в этой номинации определялся голосованием тренеров клубов Лиги.
Перед началом сезона 2022/23 попал в список лучших игроков КХЛ в возрасте до 23 лет по версии официального сайта лиги.
28 мая 2023 года перешёл в петербургский СКА. 24 января 2024 года набрал 5 очков (1+4) в игре против «Барыса» (7:0). Всего в регулярном сезоне 2023/24 сыграл 50 матчей и набрал 38 очков (19+19) при показателе полезности +10. В плей-офф в 10 матчах набрал 6 очков (4+2). По окончании сезона 2024/25 покинул команду.

## Достижения
- Серебряный призёр юниорского чемпионата мира (2019)[1]
- Обладатель Кубка Гагарина (2021)[1]
- Серебряный призёр Олимпийских игр (2022)[10]

## Награды
- Медаль ордена «За заслуги перед Отечеством» I степени (25 февраля 2022 года) — за высокие спортивные достижения, волю к победе, стойкость и целеустремлённость, проявленные на XXIIV Олимпийских зимних играх 2022 года в городе Пекине (Китайская Народная Республика)[11]
- Заслуженный мастер спорта России (2023)[12]

## Статистика
| Легенда | Легенда                    | Легенда | Легенда                   | Легенда | Легенда    |
| ------- | -------------------------- | ------- | ------------------------- | ------- | ---------- |
| И       | Количество проведённых игр | Штр     | Штрафное время            | +/−     | Плюс-минус |
| Г       | Голы                       | П       | Голевые передачи          | О       | Очки       |
| -       | Статистика неизвестна      | —       | Статистика не учитывалась |         |            |